# О Се Хун (политик)
О Се Хун (кор. 오세훈?, 吳世勳?; род. 4 января 1961, Сондонгу, Сеул, Республика Корея) — южнокорейский политик и государственный деятель, мэр Сеула с 8 апреля 2021.

## Биография
О Се Хун родился 4 января 1961 года в сеульском районе Сондонгу. Окончил среднюю школу Тэиль, затем поступил в Университет иностранных языков Хангук. В 1983 году окончил юридическую школу Корейского университета (англ. Korea University Law School), получив степень бакалавр права, и в 1984 году принят в Корейскую ассоциацию адвокатов. В 1990 году в том же Корейской университете получил степень магистра коммерческого права. В 1999 году становится доктором юридических наук (Гражданский кодекс).
С сентября 1997 года и по февраль 1998 приглашённый профессор гражданского процессуального права в юридическом колледже женского университета Сунмён (англ. Sookmyung Women’s University). С января по декабрь 1998 года приглашённый научный сотрудник юридического факультета Йельского университета. С марта 1999 по февраль 2000 года бесплатный советник по правовым вопросам Христианского социального благотворительного центра Тхэхва (Приют для избитых женщин). С февраля 2000 по май 2004 года директор по правовым вопросам и постоянный член исполкома Корейской федерации экологического движения.
30 мая 2000 года был избран в округе Каннамгу членом 16-й Национальной ассамблеи Южной Кореи от «Партии великой страны», получив 64 516 голосов (59,4 %) и обойдя шестерых соперников. В Ассамблее был членом Комитета защиты окружающей среды и по труду (июнь 2000 — февраль 2002), Специального комитета по бюджету и счетам (июнь 2001 — июнь 2002), Национального Комитета по вопросам политики (февраль — июнь 2002), также занимал пост ответственного секретаря Специального комитета по политической реформе (январь — март 2004). Прославился как лидер движения по пересмотру так называемых «Законов О Сехуна» — Закона о политических партиях (англ. Political Parties Act), Закона о Государственном избирательном бюро (англ. Public Office Election Act) и Закона о политических фондах (англ. Political Fund Act), что должно было привести к серьёзной реформе политической системы Южной Кореи. За время депутатства 4 раза признавался один из самых лучших депутатов законодательного собрания. С июля 2003 по январь 2004 года Ох Су Хен был членом Постоянного комитета Партии «Великая страна».
1 июля 2006 года О Сехун победил на выборах мэра Сеула как кандидат «Партии великой страны», получив 2 409 760 голосов избирателей (61,1 %) и обойдя семерых соперников. 3 июня 2010 года был переизбран на второй четырёхлетний срок, получив 2 086 127 голосов избирателей (47,43 %) и обойдя четырёх соперников. Мэр О Сехун был самым молодым мэром в истории города, 34-м по счёту мэром Сеула, четвёртым мэром избранным всенародным голосованием и первым мэром Сеула, избранным на два срока подряд.

## Деятельность на посту мэра
Будучи мэром помимо прочего прославился своим «Водным проектом». Решив снизить зависимость горожан от привозной бутилированной воды, О добился принятия новых правил, регламентирующих водоснабжение и реконструировал городской водопровод. После этого мэр личным примером убедил многих жителей столицы начать употреблять водопроводную воду.
О Сехун много внимания уделил улучшению городского дизайна. Для этого в Сеуле были установлены новые автобусные остановки (спроектированы компанией HyundaiCard) и уличные указатели (разработаны бюро Woofer), заново отделаны фасады старых жилых и промышленных зданий, перестроен Международный аэропорт Инчхон (в 2009 году впервые в своей истории занял первое место в рейтинге аэропортов Skytrax). Также были созданы новые, технологичные станции метро, проложены велодорожки, городские автобусы переведены на природный газ. Результаты не заставили долго ждать. В 2010 году газета The New York Times включила Сеул в список городов, которые стоит посетить, поставив его на почётное третье место.
Весной 2010 года О Се Хун объявил о начале кампании Seoul Human Town (кор. 서울휴먼타운), с целью перестроить значительную часть города. Старые дома и даже целые районы должны быть реконструированы. Главные задачи кампании избавить город от ветхих зданий, решить проблемы узких улиц и многоэтажности, увеличить количество зелёных насаждений. Для этого было решено расширить узкие улицы в старых районах за счёт сноса домов первой линии. Оставшиеся дома будут реконструированы. Благодаря этому в районах появится дополнительное место для зелени и тротуаров. Также запланировано убрать под землю электрические провода, а в пригороде Сеула будут созданы новые районы.
В 2011 году О предложил обеспечивать бесплатными обедами только учеников младших классов из бедных семей. Его оппоненты из Демократической партии, наоборот, предлагали бесплатно кормить всех учеников младших классов, а в будущем и средних классов. 24 августа на референдум пришло лишь четверть избирателей вместо необходимых трети. После провала голосования ушёл в отставку.
В 2021 году вновь был избран мэром Сеула.

## Личная жизнь
Женат на Сон Хён Ок, имеет 2 дочери.

## Критика
- За 5 лет правления О Се Хуна долг Сеула вырос в три раза, с 6 до 18 трлн вон[4].

## Wikileaks
Согласно документам размещённым на Wikileaks в 2006 году О Се Хун обсуждал с Александром Вершбоу идею слияния «Партии великой страны» и «Демократической партии», утверждая, что это пойдёт на пользу первой.

## Книги О Се Хуна
- «Когда адвокат хочет плакать» (англ. 가끔 은 변호사 도 울고 싶다 — англ. When a Lawyer Wants to Cry), Myeongjin Publishing, октябрь 1995 года. ISBN 89-7677-030-7
- англ. Failure Offers Seeds of Hope (англ. 우리 는 실패 에서 희망 을 본다), Kang Won-taek, Kim Ho-ghi, Oh Se-hoon, and Lee Young-jo, Hwanggeumgaji Publishing, август 2005 г. ISBN 8-982-73930-9